# Scaphidysderina andersoni
Espèce
Scaphidysderina andersoni est une espèce d'araignées aranéomorphes de la famille des Oonopidae.

## Distribution
Cette espèce est endémique de la province de Pichincha en Équateur,. Elle se rencontre entre 3 100 et 3 350 m d'altitude dans la cordillère Occidentale.

## Description
La femelle paratype mesure 2,52 mm.

## Étymologie
Cette espèce est nommée en l'honneur de Robert S. Anderson du musée canadien de la nature.

## Publication originale
- Platnick & Dupérré, 2011 : The Andean goblin spiders of the new genus Scaphidysderina (Araneae, Oonopidae), with notes on Dysderina. American Museum Novitates, no 3712, p. 1-51 (texte intégral).